# Cyrnellus zapateriensis
Cyrnellus zapateriensis là một loài Trichoptera trong họ Polycentropodidae. Chúng phân bố ở vùng Tân nhiệt đới.